# Campeonato da Europa de Atletismo de 2014 - 20 km marcha atlética feminina
A prova da marcha atlética 20 km  feminina do Campeonato da Europa de Atletismo de 2014 foi disputada no dia 14 de agosto de 2014 pelas ruas de  Zurique, na Suíça. 

## Recordes
Antes desta competição, os recordes mundiais e do campeonato nesta prova eram os seguintes:
|                       | Nome              | Nacionalidade | Tempo    | Local   | Data                 |
| --------------------- | ----------------- | ------------- | -------- | ------- | -------------------- |
| Recorde mundial       | Elena Lashmanova  | Rússia        | 1h25m02s | Londres | 11 de agosto de 2012 |
| Recorde do campeonato | Olimpiada Ivanova | Rússia        | 1h26m42s | Munique | 7 de agosto de 2002  |
| Recorde europeu       | Elena Lashmanova  | Rússia        | 1h25m02s | Londres | 11 de agosto de 2012 |

## Medalhistas
| Ouro                    | Prata                     | Bronze                 |
| Elmira Alembekova (RUS) | Lyudmyla Olyanovska (UKR) | Anežka Drahotová (CZE) |

## Cronograma
Todos os horários são locais (UTC+2).
| Data         | Hora | Evento |
| ------------ | ---- | ------ |
| 14 de agosto | 9:10 | Final  |

## Resultados
| Posição           | Atleta                     | Nacionalidade | Tempo   | Notas                |
| ----------------- | -------------------------- | ------------- | ------- | -------------------- |
| Medalha de ouro   | Elmira Alembekova          | Rússia        | 1:27:56 |                      |
| Medalha de prata  | Lyudmyla Olyanovska        | Ucrânia       | 1:28:07 |                      |
| Medalha de bronze | Anežka Drahotová           | Chéquia       | 1:28:08 | Recorde nacional     |
| 4                 | Vera Sokolova              | Rússia        | 1:28:24 |                      |
| 5                 | Eleonora Anna Giorgi       | Itália        | 1:28:28 |                      |
| 6                 | Ana Cabecinha              | Portugal      | 1:28:40 |                      |
| 7                 | Antonella Palmisano        | Itália        | 1:28:43 |                      |
| 8                 | Beatriz Pascual            | Espanha       | 1:29:02 | Recorde da temporada |
| 9                 | Hanna Drabenia             | Bielorrússia  | 1:29:39 | Recorde pessoal      |
| 10                | Raquel González            | Espanha       | 1:30:03 |                      |
| 11                | Neringa Aidietytė          | Lituânia      | 1:30:47 |                      |
| 12                | Viktória Madarász          | Hungria       | 1:30:57 | Recorde pessoal      |
| 13                | Inês Henriques             | Portugal      | 1:31:32 |                      |
| 14                | Agnieszka Dygacz           | Polónia       | 1:31:36 |                      |
| 15                | Alina Matsviayuk           | Bielorrússia  | 1:31:46 |                      |
| 16                | María José Poves           | Espanha       | 1:32:02 |                      |
| 17                | Mária Gáliková             | Eslováquia    | 1:32:03 | Recorde nacional     |
| 18                | Brigita Virbalytė-Dimšienė | Lituânia      | 1:32:46 |                      |
| 19                | Laura Polli                | Suíça         | 1:33:22 | Recorde pessoal      |
| 20                | Despina Zapounidou         | Grécia        | 1:34:03 |                      |
| 21                | Marie Polli                | Suíça         | 1:34:39 | Recorde da temporada |
| 22                | Federica Curiazzi          | Itália        | 1:35:48 | Recorde pessoal      |
| 23                | Inna Kashyna               | Ucrânia       | 1:35:51 |                      |
| 24                | Antigoni Drisbioti         | Grécia        | 1:35:54 |                      |
| 25                | Mária Czaková              | Eslováquia    | 1:38:38 |                      |
| 26                | Paulina Buziak             | Polónia       | DNF     |                      |
| 26                | Lucie Pelantová            | Chéquia       | DNF     |                      |
| 26                | Laura Reynolds             | Irlanda       | DNF     |                      |
| 26                | Vasylyna Vitovchuk         | Ucrânia       | DSQ     |                      |

Legenda
| Recorde mundial       | Recorde mundial (World record)               |                       | Recorde africano                      | Recorde africano (African) |                                           | Q | Classificado por posição (Qualified) |
| Recorde do campeonato | Recorde do campeonato (Championship record)  | Recorde da América    | Recorde da América (Americas)         | q                          | Classificado por melhor tempo (Qualified) |   |                                      |
| Melhor marca do ano   | Melhor marca do ano (World leading)          | Recorde asiático      | Recorde asiático (Asian)              | DNS                        | Não largou (Did not start)                |   |                                      |
| Recorde nacional      | Recorde nacional (National record)           | Recorde europeu       | Recorde europeu (European)            | DNF                        | Não terminou (Did not finish)             |   |                                      |
| Recorde pessoal       | Recorde pessoal do atleta (Personal best)    | Recorde da Oceania    | Recorde da Oceania (Oceania)          | DSQ / DQ                   | Desclassificado (Disqualified)            |   |                                      |
| Recorde da temporada  | Recorde da temporada do atleta (Season best) | Recorde sul-americano | Recorde sul-americano (South America) | NM                         | Sem marca (No mark)                       |   |                                      |